# Gare de Rivers
La  gare de Rivers dans la ville de Rivers au Manitoba est desservie par Via Rail Canada. C'est une gare patrimoniale, sans personnel. Il y a 3 trains par semaine, dans chaque direction.